# Olympische Sommerspiele 1908/Teilnehmer (Island)
| Gelbes Symbol für Goldmedaillen mit stilisierten Olympischen Ringen | Graues Symbol für Silbermedaillen mit stilisierten Olympischen Ringen | Braundes Symbol für Bronzemedaillen mit stilisierten Olympischen Ringen |
| ------------------------------------------------------------------- | --------------------------------------------------------------------- | ----------------------------------------------------------------------- |
| —                                                                   | —                                                                     | —                                                                       |

Island nahm an den Olympischen Sommerspielen 1908 in London, Großbritannien, mit einem Sportler teil. Dabei konnte der Athlet keine Medaillen gewinnen.

## Teilnehmer nach Sportarten

### Ringen

#### Griechisch-römischer Stil
| Athlet             | Disziplin                 | Erste Runde | Achtelfinale   | Viertelfinale  | Halbfinale             | Kampf um Platz 3/Finale        | Rang |
| ------------------ | ------------------------- | ----------- | -------------- | -------------- | ---------------------- | ------------------------------ | ---- |
| Männer             |                           |             |                |                |                        |                                |      |
| Jóhannes Jósefsson | Mittelgewicht (bis 73 kg) | Freilos     | Besiegte Orosz | Besiegte Frank | Verlor gegen Andersson | Verlor kampflos gegen Andersen | 4    |